# Mount Shuhova
Mount Shuhova är ett berg i Antarktis. Det ligger i Östantarktis. Australien gör anspråk på området. Toppen på Mount Shuhova är 1 428 meter över havet.
Terrängen runt Mount Shuhova är huvudsakligen platt. Trakten är obefolkad. Det finns inga samhällen i närheten.